# Mistrzostwa Świata w Półmaratonie 2020
24. Mistrzostwa Świata w Półmaratonie – zawody lekkoatletyczne w półmaratonie, organizowane pod egidą World Athletics, które odbyły się 17 października 2020 roku w Gdyni. 
Jesienią 2016 roku Gdynia została polskim kandydatem do organizacji mistrzostw po pokonaniu w wewnętrznym konkursie, zorganizowanym przez Polski Związek Lekkiej Atletyki, Warszawę oraz wspólną ofertę Sopotu i Gdańska. W 2017 roku w staraniach się o imprezę rywalami polskiej oferty były propozycje Bogoty i Kijowa. Ambasadorami kandydatury zostali m.in. Lidia Chojecka, Kamila Gradus czy Bogusław Mamiński. 25 listopada 2017 roku Rada Międzynarodowego Stowarzyszenia Federacji Lekkoatletycznych postanowiła, że gospodarzem mistrzostw będzie Gdynia.
Pierwotnie planowano, że zawody odbędą się 29 marca 2020 roku. W związku z pandemią COVID-19 6 marca 2020 roku władze World Athletics, po konsultacjach z samorządem Gdyni, podjąły decyzję o przeniesieniu zawodów na 17 października 2020.

## Trasa
Początkowo trasa miała liczyć jedną pętlę. Start biegu miał być zlokalizowany na Skrzwerze Tadeusza Kościuszki. Następnie zawodnicy mieli pobiec m.in. obok Stoczni Gdynia, dworca Gdynia Główna i na południe ulicą Władysława IV oraz Aleją Zwycięstwa, którymi dotrzeć mieli w rejon Wzgórza Św. Maksymiliana. Po minięciu obiektów sportowych zlokalizowanych w tej dzielnicy wrócić mieli na północ by przez ulicę Świętojańską i Piłsudskiego dotrzeć do Bulwaru Nadomorskiego. Meta miała zostać zbudowana na plaży miejskiej.
Ostatecznie jednak trasa uległa poważnym zmianom, a zamiast jednej pętli rywalizacja toczyła się na czterech okrążeniach liczących nieco ponad 5 kilometrów każde.

## Rezultaty

### Mężczyźni
| Konkurencja:  | 1. miejsce                                               | Rezultat | 2. miejsce                                                       | Rezultat | 3. miejsce                                                 | Rezultat |
| Indywidualnie | Jacob Kiplimo                                            | 58:49 CR | Kibiwott Kandie                                                  | 58:54    | Amedework Walelegn                                         | 59:08 PB |
| Drużynowo     | Kenia Kibiwott Kandie · Leonard Barsoton · Benard Kimeli | 2:58:10  | Etiopia Amedework Walelegn · Andamlak Belihu · Leul Gebrselassie | 2:58:25  | Uganda Jacob Kiplimo · Joshua Cheptegei · Victor Kiplangat |          |

### Kobiety
| Konkurencja:  | 1. miejsce                                                   | Rezultat     | 2. miejsce                                                                | Rezultat     | 3. miejsce                                                      | Rezultat   |
| Indywidualnie | Peres Jechirchir                                             | 1:05:16 WRwo | Melat Yisak Kejeta                                                        | 1:05:18 ARwo | Yalemzerf Yehualaw                                              | 1:05:19 PB |
| Drużynowo     | Etiopia Yalemzerf Yehualaw · Zeineba Yimer · Ababel Yeshaneh | 3:16:39      | Kenia Peres Jechirchir · Joyciline Jepkosgei · Brillian Jepkorir Kipkoech | 3:18:10      | Niemcy Melat Yisak Kejeta · Laura Hottenrott · Rabea Schöneborn | 3:28:42    |

## Klasyfikacja medalowa
| Miejsce | Reprezentacja | Złoto | Srebro | Brąz | Razem |
| 1.      | Kenia         | 2     | 2      | 0    | 4     |
| 2.      | Etiopia       | 1     | 1      | 2    | 4     |
| 3.      | Uganda        | 1     | 0      | 1    | 2     |
| 4.      | Niemcy        | 0     | 1      | 1    | 2     |
| Razem   | Razem         | 4     | 4      | 4    | 12    |